# José María Velasco Guerrero
José María Velasco Guerrero (Pasto, 26 de mayo de 1918 - Bogotá, 2 de abril de 2000) fue un jurista y político colombiano.
Fue gobernador del departamento de Nariño del 6 de septiembre de 1956 a junio de 1957, durante la presidencia de Gustavo Rojas Pinilla. Fue miembro del Partido Conservador Colombiano. En 1991, fue miembro de la Asamblea Nacional Constituyente. 

## Trayectoria
Hizo sus estudios primarios y secundarios con los Hermanos Maristas en Pasto.
Con tesis laureada se graduó en Derecho y Ciencias Sociales en la Universidad Nacional de Colombia en Bogotá.
Ha sido Concejal de Pasto, Magistrado del Tribunal Superior, Senador de la República, Magistrado del Tribunal de Trabajo y de la Corte Suprema de Justicia y miembro de la Asamblea Nacional Constituyente.
En la Asamblea Constituyente promovió la creación de un nuevo Ministerio Público adaptado a los modernos conceptos de Estado, que respondiera a la necesidad de un efectivo control de la administración pública y, fundamentalmente, de tutela de los Derechos Humanos, como órgano auténtico de representación de la sociedad. 
Del texto que finalmente hubo de acogerse, emergió un Ministerio Público autónomo, ejercido por la Procuraduría General de la Nación, por la Defensoría del Pueblo, sus delegados y agentes, por los personeros municipales y por los demás funcionarios que determine la ley. De ello dan cuenta los artículos 113, 117 y 118 de la Constitución de 1991, que conciben al Ministerio Público como órgano de control autónomo e independiente y diferencian sus funciones de las de la Fiscalía General de la Nación, funciones que en otros regímenes constitucionales se han consolidado en una sola institución.  
Estuvo de agregado cultural en la Embajada de Colombia en Quito. también fue rector de la Universidad de Nariño y en ese entonces se fundó la Facultad de Agronomía. Es miembro de número de la Academia Colombiana de Jurisprudencia.
Como gobernador de Nariño se interesó muchísimo en el proyecto de la colonización del Mira. Igualmente puso gran empeño en el cultivo de la palma aceitera en la región de la Llanura del Pacífico nariñense.